# Sceptea
Sceptea är ett släkte av fjärilar. Sceptea ingår i familjen Symmocidae.
Kladogram enligt Catalogue of Life:
| Sceptea | \| \| Sceptea aberratella \| \| \| \| \| \| Sceptea decedens \| \| \| \| |
|         | \| \| Sceptea aberratella \| \| \| \| \| \| Sceptea decedens \| \| \| \| |
|         | Sceptea aberratella                                                      |
|         |                                                                          |
|         | Sceptea decedens                                                         |
|         |                                                                          |